# リチャード・オーガスト・エリクソン
リチャード・オーガスト・エリクソン（Richard August Ericson, 1923年 - 2005年12月1日）は、アメリカ合衆国の外交官。

## 生涯
1923年にハワイ準州（Territory of Hawaii）のホノルルで誕生。ジョージタウン大学を卒業。第二次世界大戦中は陸軍に所属し、朝鮮半島での任務に従事。戦後は日本に駐留。1947年に国務省外交局に入省。1947年から1950年まで日本の横浜領事館に領事担当官として勤務。1950年から1952年まで日本の東京大使館に商務担当官として勤務。1952年から1953年までハーバード大学で日本語を研修。1954年から1958年まで日本の東京大使館に経済担当官として勤務。
1958年から1961年まで国務省情報研究局に補佐職員として所属。1961年から1962年まで管理担当国務副次官特別補佐官。1962年から1963年まで国防大学で研修。1963年から1965年までイングランドのロンドン大使館に政治担当官として勤務、極東・東南アジア・ラテンアメリカ地域における米英間の利害関係の調整を行った。1965年から1968年まで韓国のソウル大使館に政治参事官として駐在、ベトナム戦争における韓国の支援調整や在韓米軍地位協定の発効調整を行った。1968年から1970年まで日本の東京大使館で政治参事官として駐在。沖縄返還の調整や北方領土問題について担当。1970年から1973年まで国務省東アジア・太平洋局日本部長。1973年から1976年まで駐韓首席公使。
1976年から1978年まで国務省政治軍事局次長。1978年から1981年まで駐アイスランド大使。